# Víctor García Marín
Víctor García Marín (Hospitalet de Llobregat, Barcelona, España, 31 de mayo de 1994), más conocido como Víctor García, es un futbolista español que juega en la posición de defensa en las filas del Málaga C. F. de la Segunda División de España.

## Trayectoria
Nacido en Hospitalet de Llobregat, se formó en las categorías inferiores del R. C. D. Espanyol, donde terminó su carrera juvenil. En el verano de 2013 firmó por la A. E. Prat de Segunda División B en el que jugó 19 partidos durante la temporada y fichó el 2 de julio de 2014 fichó por el C. D. Tenerife "B".
El 14 de diciembre de 2014 hizo su debut profesional en Segunda División con el primer equipo del C. D. Tenerife, entrando como suplente en la segunda parte en un empate 0-0 como visitante contra la A. D. Alcorcón. El 22 de febrero de 2015 anotó su primer gol en la Segunda División, el último en la victoria en casa por 2-0 sobre el Real Valladolid. En la categoría de plata jugó 9 partidos con el conjunto tinerfeño.
El 23 de julio de 2015 el Nàstic de Tarragona lo firmó y se enroló en su filial, el C. F. Pobla de Mafumet, en el que disputó 30 partidos en Segunda B. El 17 de julio de 2016 firmó por el C. F. Badalona del Grupo III de la Segunda B. En las temporadas siguientes sería jugador del UCAM Murcia C. F. y del C. D. Ebro en Segunda División B.
El 29 de julio de 2019 firmó por el C. D. Castellón del Grupo III de la Segunda División B en el que jugó la cifra de 25 partidos con un gol anotado antes del parón de la liga por la pandemia. El 9 de agosto de 2020 fue renovado por una temporada para jugar en la Segunda División.
En junio de 2021 decidió probar suerte fuera de España y firmó por tres años con el Śląsk Wrocław polaco. Al inicio del tercero fue liberado y regresó al fútbol español después de fichar por el Málaga C. F.

## Clubes
| Club                            | País    | Año       |
| ------------------------------- | ------- | --------- |
| A. E. Prat                      | España  | 2013-2014 |
| C. D. Tenerife                  | España  | 2014-2015 |
| C. F. Pobla de Mafumet (cedido) | España  | 2015-2016 |
| C. F. Badalona                  | España  | 2016-2017 |
| UCAM Murcia C. F.               | España  | 2017-2018 |
| C. D. Ebro                      | España  | 2018-2019 |
| C. D. Castellón                 | España  | 2019-2021 |
| Śląsk Wrocław                   | Polonia | 2021-2023 |
| Málaga C. F.                    | España  | 2023-     |